# 內政部警政署鐵路警察局
內政部警政署鐵路警察局，簡稱鐵路警察局、鐵警局，是中華民國警察負責維護鐵路運輸交通秩序和治安之機關，隸屬內政部警政署。

## 沿革

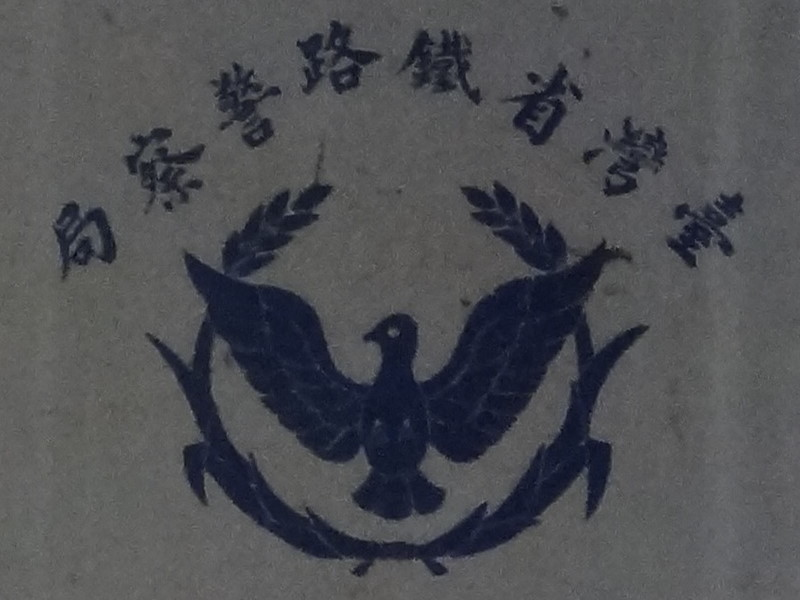
臺灣省鐵路警察局局徽

- 1945年，由駐防各鐵路車站的中華民國陸軍步兵團、各縣政府保安團暨沿線防衛軍改組整編成立鐵路警察隊。
- 1946年，鐵路警察隊擴大整編為鐵路警察署。
- 1947年3月，鐵路警察署裁撤。同年8月，臺灣省行政長官公署復設警務室，隸屬臺灣省行政長官公署交通處鐵路管理委員會。
- 1949年，中國大陸遺留各車站的武力防衛軍、鐵路警察，為負責斷後、掩護中華民國國軍主力部隊撤退轉移，最後幾乎都未能追隨中華民國政府遷臺，而傷亡殆盡、或投降、或被俘；滯留投降者，被改編為中國人民解放軍鐵道兵。同年10月，臺灣省行政長官公署交通處鐵路管理委員會警務室改制為臺灣省鐵路警察局，隸屬於臺灣省政府警務處，並受臺灣鐵路管理局指揮監督。
- 1999年7月1日臺灣省政府功能業務與組織調整後，臺灣省鐵路警察局改隸內政部警政署，改名為內政部警政署鐵路警察局。

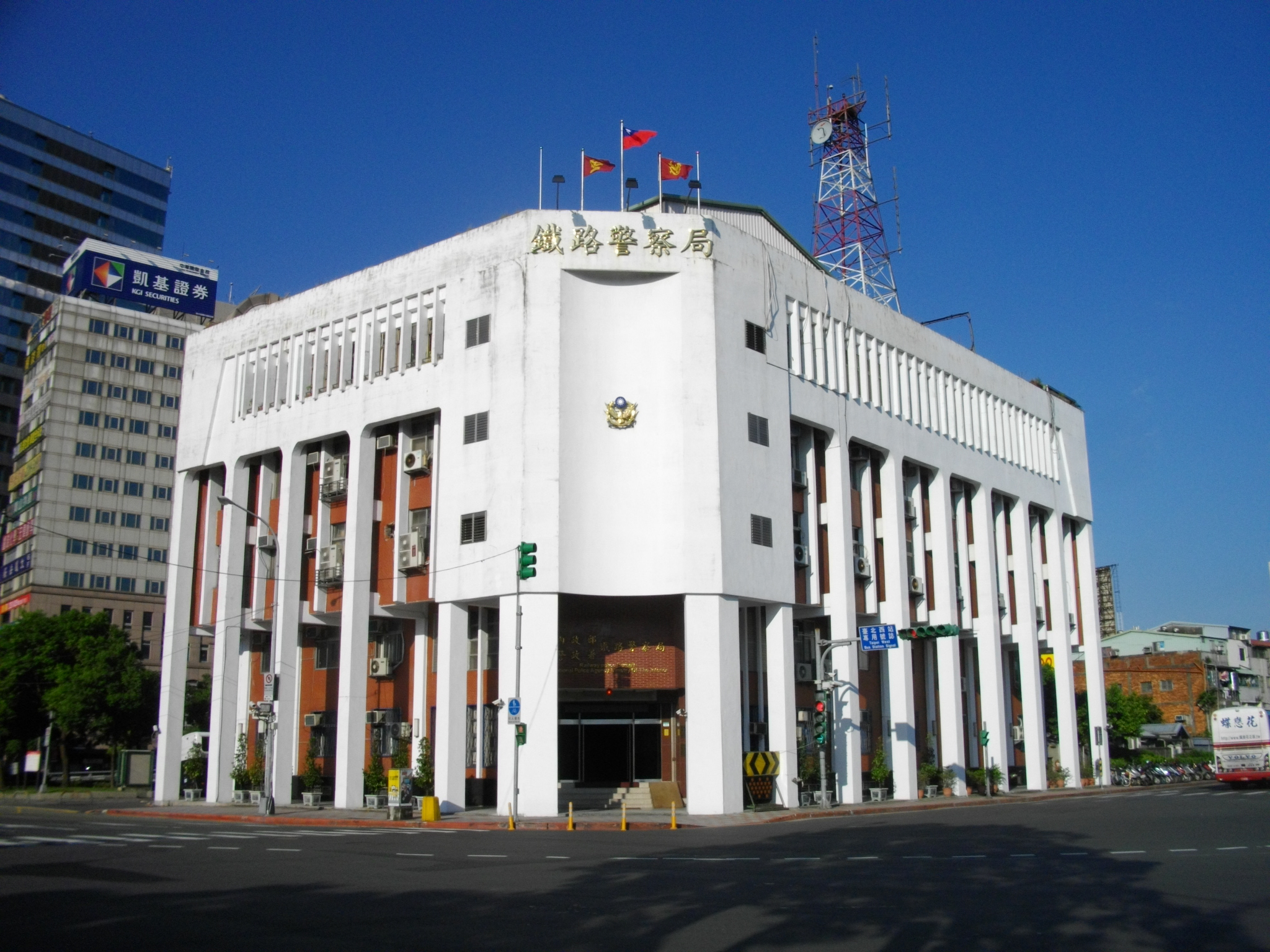
鐵路警察局舊址，攝於2014年，已於2020年2月拆除。

- 2001年11月21日，總統令公布《內政部警政署鐵路警察局組織條例》，全文14條；2001年12月16日，《內政部警政署鐵路警察局組織條例》施行；2015年12月16日，總統令公布廢止。
- 2013年12月30日，中華民國內政部訂定發布《內政部警政署鐵路警察局組織規程》，全文6條；2014年1月1日，《內政部警政署鐵路警察局組織規程》施行。
- 2020年2月，臺北市中正區北平西路56號鐵路警察局本部大樓拆除，鐵路警察局本部遷入臺北車站3樓。

## 組織編制
- 局長1人（警監）
  - 副局長1人（警正或警監）
  - 主任秘書1人（警正或警監）
  - 督察長1人（警正）

### 業務單位
- 行政科
- 保安科
- 督訓科（科長由督察長兼任）
- 後勤科
- 保防科
- 秘書室
- 人事室
- 主計室
- 勤務指揮中心（兼辦資訊業務）

### 直屬大隊

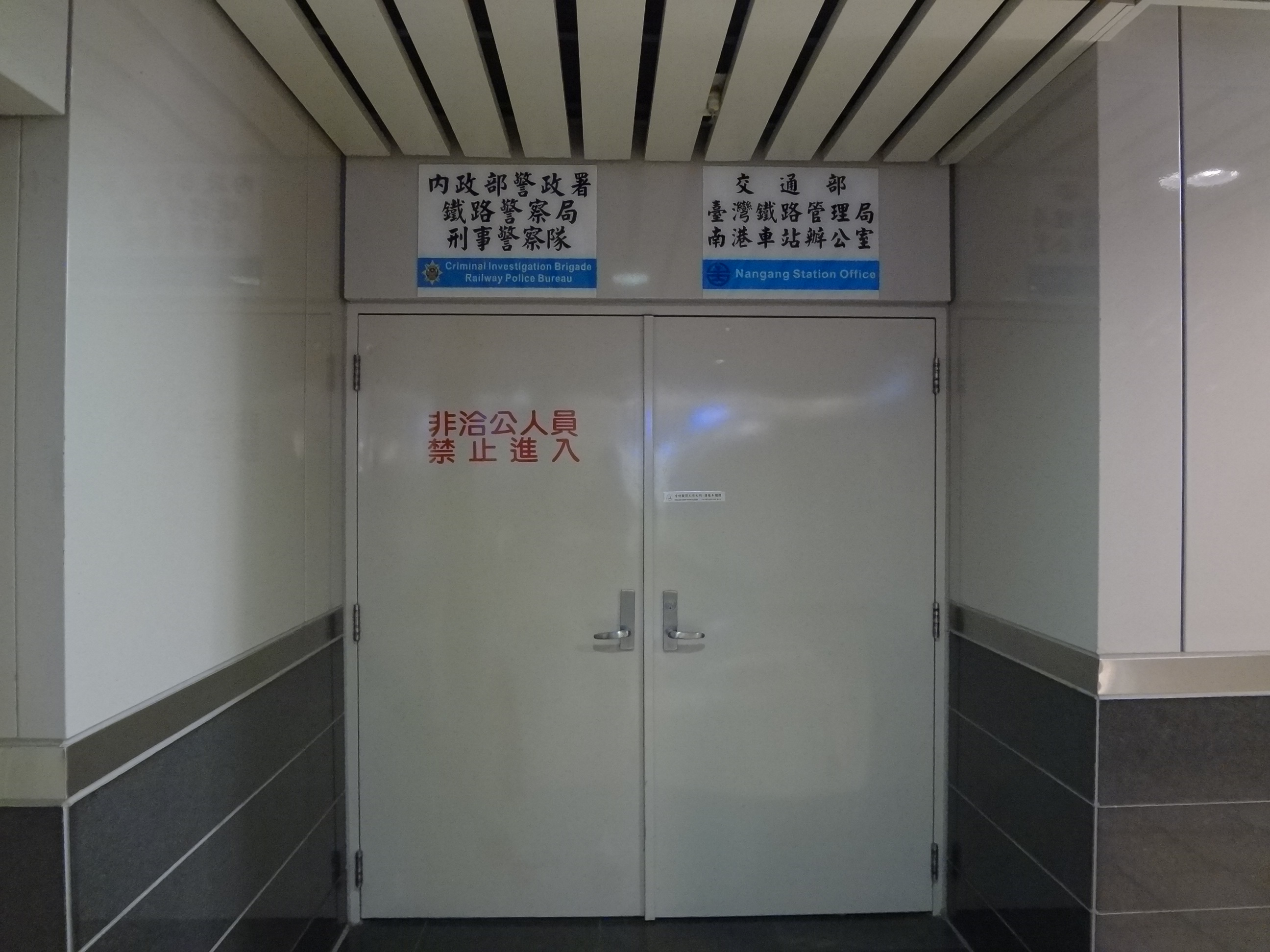
內政部警政署鐵路警察局刑事警察大隊辦公室設於南港車站

- 刑事警察大隊
- 護車警察大隊

### 各分局

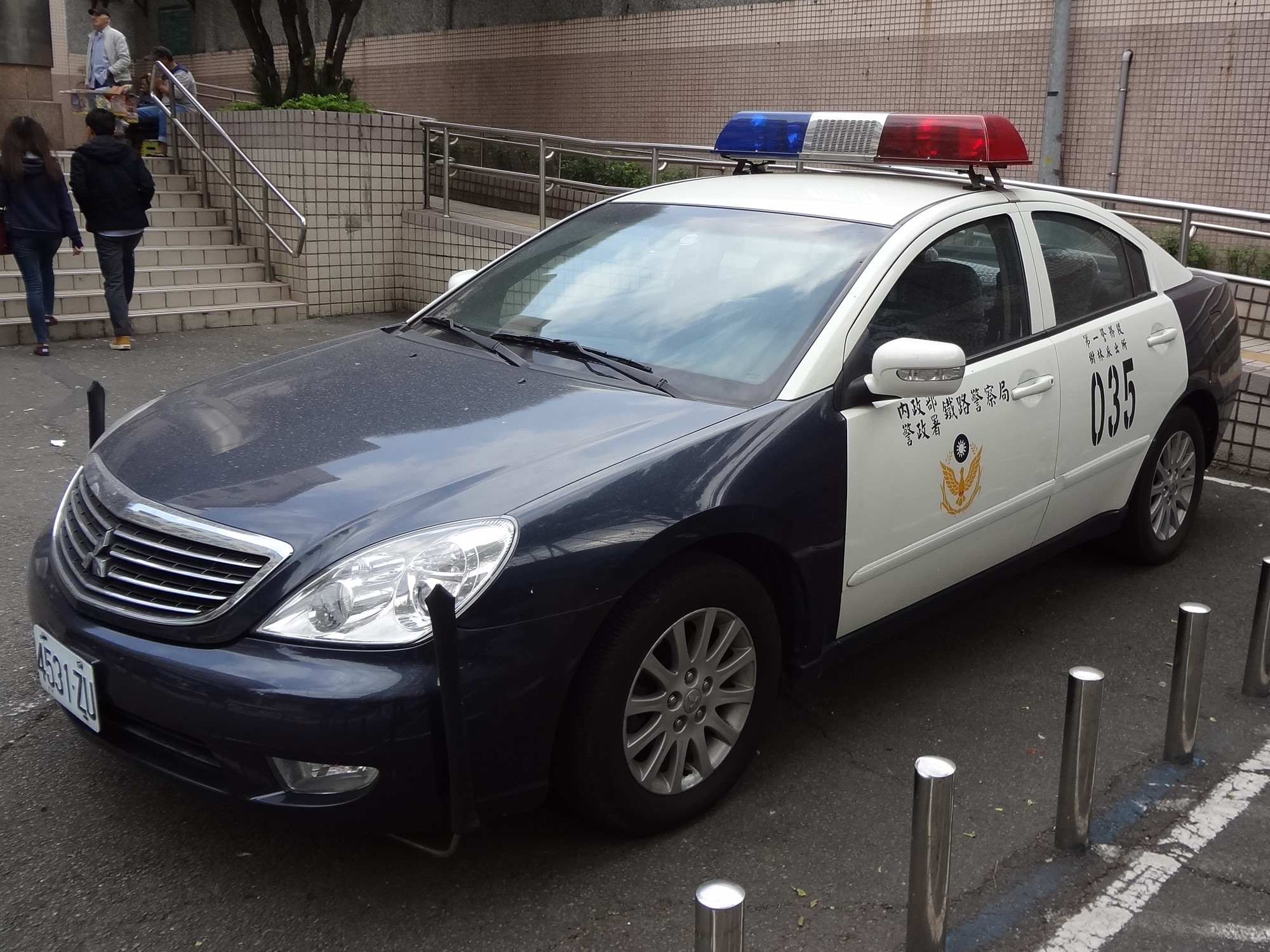
內政部警政署鐵路警察局第一警務段樹林派出所巡邏車

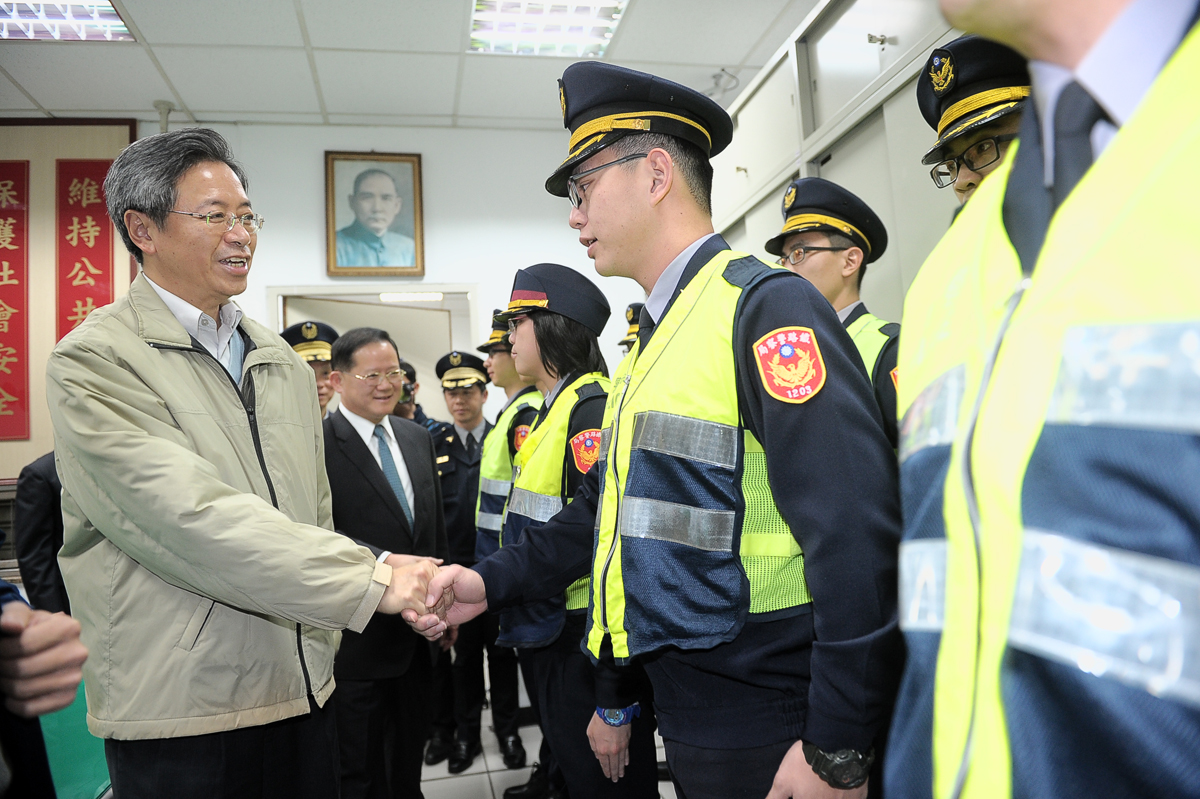
時任中華民國行政院院長張善政視察並慰問內政部警政署鐵路警察局警員

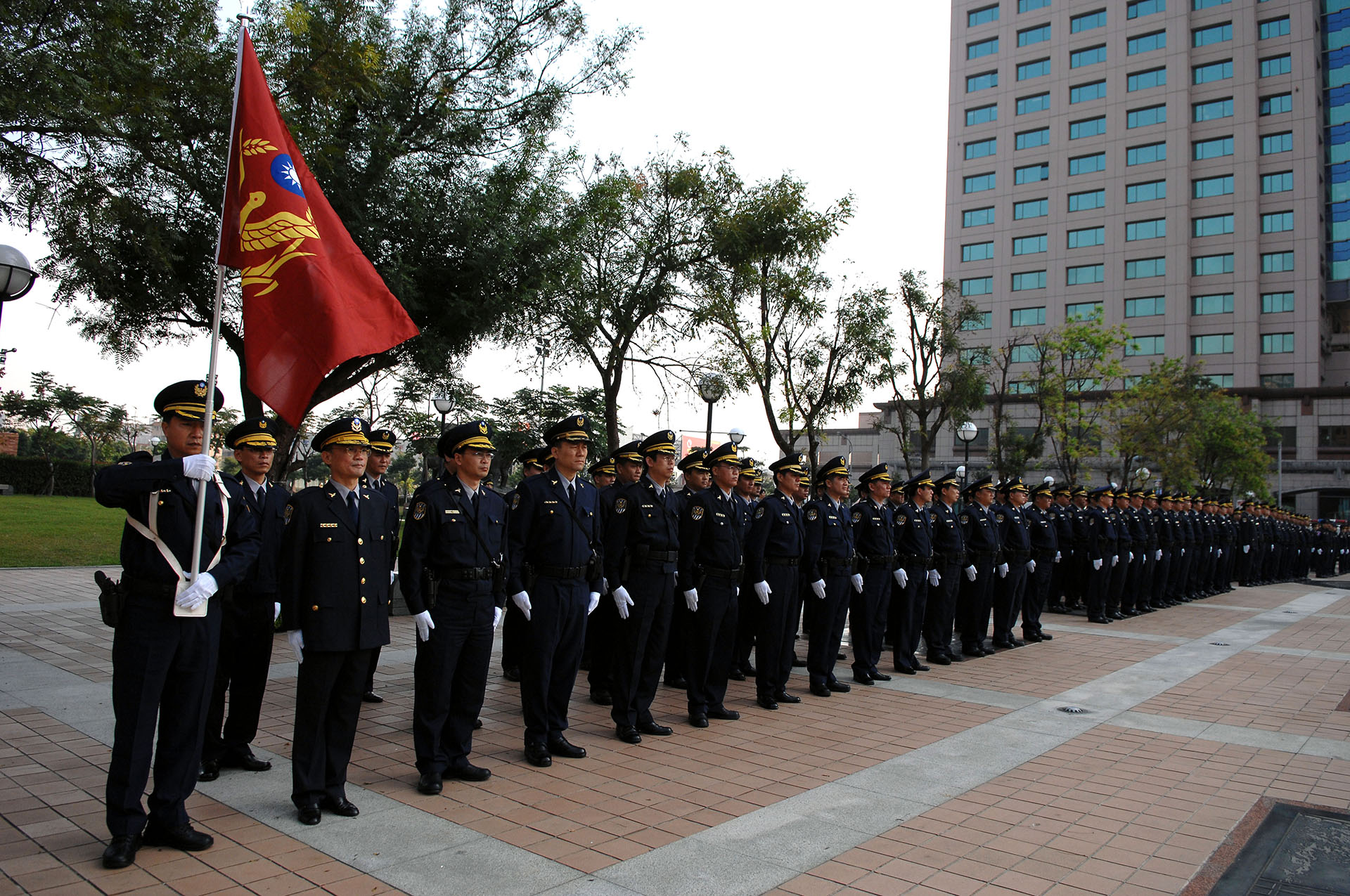
專責維護高速鐵路安全的高鐵警務段成軍典禮

| 臺北分局 - 臺北分駐所 - 板橋分駐所 - 桃園分駐所 - 青埔分駐所 - 新竹分駐所 - 瑞芳派出所 - 七堵派出所 - 南港派出所 - 樹林派出所 - 中壢派出所 | 臺中分局 - 臺中分駐所 - 新烏日分駐所 - 彰化分駐所 - 竹南派出所 - 苗栗派出所 - 豐原派出所 - 大甲派出所 - 員林派出所 - 斗六派出所 | 高雄分局 - 臺南分駐所 - 左營分駐所 - 高雄分駐所 - 嘉義派出所 - 新營派出所 - 太保派出所 - 屏東派出所 - 枋寮派出所 | 花蓮分局 - 花蓮分駐所 - 宜蘭派出所 - 羅東派出所 - 和平派出所 - 玉里派出所 - 臺東派出所 - 知本派出所 |  |

## 轄區概況

### 國營鐵路
國營鐵路（臺鐵）：全長1,085公里、車站240處、平交道468處、橋樑1868座、隧道126座（截至2018年10月）。
1. 鐵路沿線：以鐵路路基邊坡腳、鐵路地下化水泥牆及隧道為界限。
2. 鐵路橋樑：以鐵路橋樑結構物之最外邊緣為界限。
3. 鐵路車站：以鐵路車站站屋及站屋內自行使用之場所、倉庫及建築物為界限。
4. 鐵路場、廠辦公區：以圍牆外緣或外圍鐵路路基邊坡腳為界限。
5. 其他由各鐵路單位使用之場所、倉庫、建築物。

### 高速鐵路
台灣高速鐵路：全長345.2公里、車站12處、高架橋樑約250公里。
1. 鐵路沿線：全線以高速鐵路路堤、路塹、隧道（47座）及緊急逃生出口、逃生梯圍籬最外緣為界限。
2. 鐵路橋樑：橋樑管轄以高速鐵路高架、橋樑軌道面為界限，高架墩柱8323根，緊急逃生梯160處。
3. 鐵路車站：車站管轄以高速鐵路車站站屋為界限，全線共計設有12處車站（南港 - 臺北 - 板橋 - 桃園 - 新竹 - 苗栗 - 臺中 - 彰化 - 雲林 - 嘉義 - 臺南 - 左營）。
4. 高鐵維修基地：維修基地以高速鐵路維修基地圍籬最外緣為界限，設有機廠1處（高雄市燕巢區）、調車場3處、工務／電務基地5處。

## 歷任局長

### 臺灣省鐵路警察局局長
| 任 別 | 姓 名  | 任職期間                 |
| ----- | ------ | ------------------------ |
| 1     | 黃其欣 | 1949年8月－1952年11月    |
| 2     | 路 鵬  | 1952年11月－1959年6月    |
| 3     | 劉子英 | 1959年6月－1962年11月    |
| 4     | 崔震權 | 1962年11月－1965年7月    |
| 5     | 李連福 | 1965年7月－1968年9月     |
| 6     | 陳啟亞 | 1968年9月－1978年7月     |
| 7     | 周之光 | 1978年7月－1982年3月     |
| 8     | 莊亨岱 | 1982年3月－1985年6月     |
| 9     | 張秉恆 | 1985年6月－1986年5月     |
| 10    | 盧毓鈞 | 1986年5月－1989年12月    |
| 11    | 唐啟才 | 1989年12月－1992年4月    |
| 12    | 劉文邦 | 1992年4月－1993年9月     |
| 13    | 王錫田 | 1993年9月－1998年2月     |
| 14    | 劉晉京 | 1998年2月－1999年6月30日 |

### 內政部警政署鐵路警察局局長
| 任 別 | 姓 名  | 任職期間                     | 備 註                                                                                      |
| ----- | ------ | ---------------------------- | ------------------------------------------------------------------------------------------ |
| 1     | 劉晉京 | 1999年7月1日－2001年7月      | 屆齡退休                                                                                   |
| 2     | 吳長寬 | 2001年7月－2004年7月         | 中央警官學校正科28期 原任基隆市警察局局長                                                  |
| 3     | 建中   | 2004年7月－2008年10月        | 中央警官學校正科38期 原任內政部警政署保安組組長 後任保安警察第二總隊總隊長                 |
| 4     | 王 隆  | 2008年10月－2013年8月        | 中央警官學校正科39期 原任內政部警政署警政委員 後任航空警察局局長                           |
| 5     | 陳嘉昌 | 2013年8月－2014年9月         | 中央警官學校正科43期 原任內政部警政署公共關係室主任 後任內政部警政署警政委員               |
| 6     | 官政哲 | 2014年9月－2015年2月         | 中央警官學校正科39期 原任彰化縣警察局局長 後任內政部警政署警政委員                         |
| 7     | 劉柏良 | 2015年2月－2015年4月         | 中央警官學校正科44期 原任保安警察第五總隊總隊長 後任內政部警政署警政委員代理刑事警察局局長 |
| 8     | 薛國材 | 2015年4月－2016年7月         | 中央警官學校正科40期 原任桃園市政府警察局副局長 後任內政部警政署警政委員                   |
| 9     | 徐緒昕 | 2016年8月－2019年3月         | 中央警官學校正科44期 原任臺北市政府警察局副局長 後任內政部警政署警政委員                   |
| 10    | 江振茂 | 2019年3月－2021年1月16日     | 中央警官學校正科45期 原任新北市政府警察局副局長 後任內政部警政署警政委員                   |
| 11    | 魏慶賢 | 2021年1月16日－2021年8月23日 | 中央警官學校正科47期 原任臺中市政府警察局副局長 後任保安警察第四總隊總隊長                 |
| 12    | 廖美鈴 | 2021年8月24日－2022年7月17日 | 中央警官學校正科48期 原任桃園市政府警察局副局長 後任內政部警政署警政委員                   |
| 13    | 陳博珍 | 2022年7月18日－2023年1月15日 | 中央警官學校正科46期 原任臺北市政府警察局副局長 後任內政部警政署警政委員                   |
| 14    | 廖恆裕 | 2023年1月16日－2024年7月18日 | 中央警官學校正科50期 原任桃園市政府警察局副局長 後任內政部警政署主任秘書                   |
| 15    | 呂新財 | 2024年7月19日                | 中央警官學校正科50期 原任新北市政府警察局副局長                                            |
| 16    | 陳錦坤 | 2025年8月1日                 | 中央警察大學公共安全學系51期 新北市警察局副局長                                            |

參考來源：鐵路警察局全球資訊網

## 外部連結
- 內政部警政署鐵路警察局 （页面存档备份，存于）
- 內政部警政署鐵路警察局的Facebook專頁
- 朱立倫：鐵路警局應納捷警改名軌道警局.中央社.2016-04-27 （页面存档备份，存于）